# École de Tehtaanmäki
L'école de Tehtaanmäki (finnois : Tehtaanmäen koulu) est une école du quartier d'Inkeroinen à Kouvola en Finlande.
L'école conçue par  Alvar Aalto est un édifice protégé,.

## Présentation
L'école publique de Tehtaanmäki a été conçue en 1938-1939 par Alvar Aalto et ouverte en 1940.
L'école est reliée au quartier de Tehtaanmäki à Inkeroinen, où Alvar Aalto a conçu des nouveaux bâtiments dans la zone industrielle.
La fin des années 1930 et les années de la seconde guerre mondiale qui suivirent furent difficiles et même pendant la période de reconstruction, il y eut une pénurie non seulement de matériaux de construction, mais aussi de main d'œuvre. Des appartements haut de gamme, des possibilités de loisirs et une école primaire  ont assuré l'installation permanente de familles dans la localité et l'usine de main-d'œuvre. 
Tampella Oy n'a pas agi directement en tant que constructeur de l'école.
Le bâtiment scolaire en forme de L est situé sur un versant incliné vers l'ouest, avec des marches descendantes. 
En utilisant l'orientation des ailes du bâtiment, la cour spacieuse et les grandes fenêtres vitrées, l'espace intérieur a été rendu lumineux et spacieux.
Les dimensions adaptées aux enfants, les briques rouges et les surfaces en bois verni sont typiques du modernisme d'Aalto, où la variété des matériaux et les tons chauds sont centraux.
Le bâtiment scolaire est structurellement similaire à la  bibliothèque de Viipuri et aux bâtiments de la première phase de Sunila. 
Pour son aspect, le bâtiment s'inscrit dans le même esprit que la Villa Mairea et que le pavillon de la Finlande de la  Foire internationale de New York 1939-1940.
Un bâtiment résidentiel de deux étages conçu par Alvar Aalto a été construit à côté de l'école pour loger les enseignants.
Le bâtiment scolaire est utilisé depuis 1940, toutefois l'évolution des besoins d'espace de ces dernières années oblige la municipalité à réfléchir à une nouvelle utilisation du bâtiment.